# Анджей з Базилеї (єпископ Кам'янця)
Анджей (помер 1413) — римо-католицький священик, єпископ Кам'янецький.

## Біографія
11 травня 1411 призначений єпископом. Він брав участь у підготовці до створення молдовського єпископату, помер до папського рішення  .